# José Tadeu Mouro Júnior
José Tadeu Mouro Júnior, mit Kurznamen Tadeu (* 1. April 1986 in Araraquara) ist ein brasilianischer Fußballspieler.

## Karriere
Tadeu begann mit dem Vereinsfußball in der Nachwuchsabteilung vom Cruzeiro EC und wechselte im Frühjahr 2006 in den Nachwuchs vom FC São Paulo. Im Sommer 2006 wurde er dann in den Profikader berufen und absolvierte bis zum Jahresende zwei Ligaspiele. Anschließend spielte er der Reihe nach für EC Juventude, Grêmio FBPA und Figueirense FC.
Im Januar 2009 wechselte Tadeu in die türkische Süper Lig zu Bursaspor. Nachdem er in einem Jahr nicht die erwarteten Leistungen bei diesem Verein erbringen konnte, wurde sein Vertrag im Januar 2010 nach gegenseitigem Einvernehmen mit der Vereinsführung aufgelöst.
Nach der Trennung von Bursaspor kehrte Tadeu in seine brasilianische Heimat zurück und setzte seine Karriere hier in unterklassigen Klubs fort.